# Chileolobius chilensis
Chileolobius chilensis là một loài bọ cánh cứng trong họ Endomychidae. Loài này được Pakaluk & Slipinski miêu tả khoa học năm 1990.